# Henri-Louis Duclos
Pour les articles homonymes, voir Duclos.
L'abbé Henri-Louis Duclos, né à Saint-Girons (Ariège), le 29 décembre 1815 et mort à Paris le 8 avril 1900 à 85 ans, est un prêtre et historien français.

## Biographie
L'abondante correspondance laissée montre qu'Henri-Louis Duclos est entré très jeune dans la vie ecclésiastique. Après avoir réussi à se faire relever de ses fonctions de professeur à Pamiers par son évêque, il sera responsable de la paroisse Saint-Eugène à Paris dès 1840.
Doué d'une plume habile et avide d'histoire, il accumule une vaste documentation et recense les sources qui lui permettront notamment de rédiger ses deux volumineux ouvrages majeurs sur l'abbaye de Royaumont, au nord de Paris et l'histoire de son département natal : l'Ariège.
Figure de la vie culturelle parisienne, son amitié est connue avec François-René de Chateaubriand dont il publiera un éloge funèbre jamais prononcé. Dans son « Voyage à travers les malentendus et la plaisanterie de l'existence humaine » , il relate ses rencontres avec George Sand, Victor Hugo, Alphonse de Lamartine, Frédéric Mistral ou encore les musiciens Bizet, Gounod, Rossini et Saint-Saens.
De l'homme lettré qu'il fut reste son importante bibliothèque, qui constitue le « fonds » dit « de l'abbé Duclos », offert à la ville de Saint-Girons en échange d'une concession à perpétuité dans le cimetière communal. De cette transaction subsistent quelques extraits de séances du conseil municipal entre le 11 avril 1876 et le 28 janvier 1902.
Voisin du peintre Camille Corot en 1871, il avait aussi réuni des toiles de maîtres dont certaines offertes avec la bibliothèque ont rapidement disparu (une visitation à Sainte-Élisabeth de Murillo, une jeune mère par Mignard[Lequel ?]…) à l'exception de son portrait réalisé par Henri-Guillaume Schlesinger en 1883, lequel est toujours visible en mairie de Saint-Girons.
Une rue de Saint-Girons a été nommée en son hommage.

## Publications
Auteur de 25 documents identifiés à la Bibliothèque nationale de France, essentiellement axés sur la morale chrétienne, quelques œuvres majeures ont été remarquées :
- Histoire de Royaumont : Sa fondation par Saint-Louis et son influence sur la France, t. 1, Paris, Ch. Douniol libraire-éditeur, 1867 (lire en ligne), t. 2 (lire en ligne), ouvrage de référence sur l'histoire de l'abbaye de Royaumont;  rééditions.
- Histoire des Ariégeois (comté de Foix et vicomté de Couserans, etc.) : de l'esprit et de la force intellectuelle et morale dans l'Ariège et les Pyrénées centrales, Paris, Perrin et Cie libraires-éditeurs, 1886 (lire en ligne), en sept volumes, publiée entre 1881 et 1887, rééditions, est utilisée par les historiographes travaillant sur l'Ariège : un « ouvrage un peu confus et mélangé, où il avait consigné le résultat d'innombrables lectures et qui, à condition d'être contrôlé pourra rendre des services » selon la note nécrologique quelque peu acerbe parue dans le bulletin Annales du Midi en 1901[11].
- Madame de La Vallière et Marie-Thérèse d'Autriche, femme de Louis XIV; avec pièces et documents inédits, t. 1, Paris, Librairie académique Didier et Cie librairies-éditeurs, 1870 (lire en ligne), t. 2 (lire en ligne)
- « Voyage à travers les malentendus et la plaisanterie de l'existence humaine » 1877, en 2 volumes, éditions Didier et Cie, réédité. [lire en ligne].

## Distinctions
- Chevalier de la Légion d'honneur en 1892[2].

## Sources et références
Sources
- « Abbé Henri-Louis Duclos (1815-1900), nécrologie », in Annales du Midi, 1901, 13-49.
- Bulletin de la Société de l'histoire de Paris et de l’Île de France, année 1901, p. 77.
- Gilles Castroviejo, Vie et œuvre de l'abbé Duclos, éditions Lacour, 2001, 40 p.

Références
1. 1 2  Quand les abbés étaient archéologues : Nécrologie de l'abbé Duclos, publié le 30 octobre 2020, sur le site de la mémoire et patrimoine du Biros et du Castillonnais (consulté le 14 février 2021).
2. 1 2  G. B., « Une plume toujours libre et éclairée », La Dépêche,‎ 11 avril 2000 (lire en ligne, consulté le 14 février 2021).
3. 1 2 3  J.-P. C., « Il y a 100 ans, l'abbé Duclos », La Dépêche,‎ 5 avril 2000 (lire en ligne, consulté le 14 février 2021).
4. ↑  Abbé Henri-Louis Duclos, Éloge funèbre de M. Châteaubriand qui devait être prononcé à l'église des Missions étrangères, Librairie d'Adrien Le Clère et Cie, 1848, 48 p. (lire en ligne), p. 17.
5. ↑  Chronique des bibliothèques : Inauguration de la bibliothèque municipale de Saint-Girons le 29 mai 1958, publié le 18 juin 2009 sur le site du Bulletin des bibliothèques de France (BBF) (consulté le 14 février 2021).
6. ↑  Guide des archives de l'Ariège, Conseil général de l'Ariège, Archives départementales, 1989.
7. ↑  Rodolphe Walter, Elisabeth Foucart-Walter, Corot à Mantes, éditions de l'Amateur, 1997.
8. ↑  42° 58′ 56″ N, 1° 08′ 39,51″ E (consulté le 14 février 2021).
9. ↑  Henri Duclos (1815-1900) sur data.bnf.fr (consulté le 14 février 2021).
10. ↑  recherche : Henri Duclos (1815-1900), publié sur le site du Système universitaire de documentation (consulté le 14 février 2021).
11. ↑  « Annales du Midi : revue archéologique, historique et philologique de la France méridionale, Tome 13, N°49, 1901. 13-49 p. 122 », sur Persée (consulté le 20 décembre 2018).